# Denier (Pas-de-Calais)
Denier é uma comuna francesa na região administrativa de Altos da França, no departamento de Pas-de-Calais. Estende-se por uma área de 3,1 km². Em 2010 a comuna tinha 89 habitantes (densidade: 28,7 hab./km²).